# Sławsztica
Sławsztica (bułg. Славщица) – wieś w Bułgarii, w obwodzie Łowecz, w gminie Ugyrczin. Według danych szacunkowych Ujednoliconego Systemu Ewidencji Ludności oraz Usług Administracyjnych dla Ludności, 15 czerwca 2020 roku miejscowość liczyła 54 mieszkańców.